# Гельнер, Франтишек
Франтишек Гельнер (чеш. František Gellner; 19 июня 1881 года ― пропал без вести в сентябре 1914 года) ― чешский поэт, писатель и художник и анархист.

## Биография
Франтишек Гельнер родился в бедной еврейской семье в Млада-Болеславе (Юнгбунцлау), Богемия. Его отец был лавочником и убеждённым социалистом. Свои первых художественные опыты Гельнер проводил в комнате над лавкой отца: он покрыл её стены своими провокационными стихами и карикатурами. Гельнер учился в гимназии в городе Млада-Болеслав, где он писал для студенческих журналов Lípa, Lucerna, Pêle-Mêle и Mládí, куда помещал свои стихи, переводы и рисунков. Он поехал в Вену учиться в Политехническом институте, но покинул его через два года, сдав всего один экзамен по рисованию.
Богемный образ жизни Гельнера привёл его к анархистскому движению. Его квартира несколько раз подвергалась обыскам. Писал в журнал Nový kult. В 1901 году он начал учиться в Горной академии в Пршибраме и часто ездил в Прагу, где присоединился к анархистам С. К. Нойману, Карелу Томану, Франи Шрамеку и Мари Майеровой. Он пошел на обязательную военную службу в 1904 году, но бросил учёбу через год. В 1905 году он отправился в Мюнхен, чтобы изучать живопись, а через год ― в Париж, где рисовал карикатуры для таких журналов, как Rire, Cri de Paris и Le temps nouveau. В 1908 году он вернулся в Богемию (его отец был болен), а в 1909 году уехал в Дрезден и оттуда снова в Париж. В 1911 году он поселился в Брно и начал работать в компании Lidové noviny в качестве карикатуриста и репортёра.
В начале Первой мировой войны Гельнер был призван в Австро-венгерскую армию и был направлен в Галицию. Последний отчёт о нём свидетельствовал о том, что его отряд отдыхал по дороге между Замосцьем и Томашувом. 13 сентября 1914 года он был объявлен пропавшим без вести. Его тело так и не было найдено.

## Поэзия
Его первые стихи были выдержаны в ироничном стиле Генриха Гейне. Его стихотворение Patnáct lahví koňaku («Пятнадцать бутылок коньяка»), написанное им в 15 лет, было опубликовано в журнале Švanda dudák (под редакцией Игната Херрманна). В 1901 году он опубликовал свой первый сборник стихов Po nás ať přijde potopa! («После нас хоть потоп!»), в котором он обращался к сексуальным мотивам без каких-либо приукрашиваний. В следующем сборнике «Radosti života» («Радости жизни») прослеживается его пессимизм по отношению к обществу. Ритм стихов близок к водевильным стихам или шансонам. «Nové verše» («Новые стихи», опубликованные посмертно в 1919 году) перестают быть столь патетичными, как прошлые произведения. Он также писал сатирические стихи в стиле Карела Гавличека Боровского, которые публиковались в основном в газетах и журналах. Иллюстрировал Křest sv. Vladimíra Гавличека.